# ノイラミニダーゼ1
NEU1としても知られるシアリダーゼ1（リソソームシアリダーゼ）ノイラミニダーゼ1 (ノイラミニダーゼワン、Neuraminidase 1、EC3.2.1.18）は、シアル酸残基と他の分子とのグリコシド結合を加水分解するエキソグリコシダーゼである。哺乳類細胞のリソソーム内にカテプシンAと複合体を形成して存在する。
哺乳類のリソソームノイラミニダーゼ酵素であり、ヒトではNEU1遺伝子によってコードされている  。

## 概要
動物細胞のリソソーム内にて、糖タンパク質や糖脂質から末端シアル酸残基を加水分解により除去するエキソグリコシダーゼである。ヒトノイラミニダーゼ1は他のノイラミニダーゼ(NEU2、NEU3、NEU4)とは異なり、単独では活性がない。ヒトノイラミニダーゼ1は、他のノイラミニダーゼアイソザイムとは異なり、アスパラギン結合型糖鎖をもつ。哺乳類の培養細胞にCMVプロモーターなどの強力なプロモーターで過剰発現させると細胞内で結晶化する。

## 関連する疾患
NEU1の先天性欠損症として、シアリドーシスが知られている。I型が軽症型、II型が重症型である。肝脾腫、骨変形、発達遅延、中枢神経傷害などが見られ、重症例では成人を迎える前に死亡することがある。後述の、NEU1の活性化タンパク質カテプシンAの先天性欠損症も知られており、こちらはガラクトシアリドーシスと呼ばれる。シアリドーシスとほぼ同じ症状を示す。I型が最重症型であり、II型、III型は比較的軽症である。日本人はII型が多く、特にCTSAのエキソン7スキップ型変異が多く知られている。両疾患とも現在では抗てんかん薬の投与など対症療法しかなく、根本的治療法はない。基礎研究段階ではあるが、ガラクトシアリドーシス疾患モデルマウスにおいて、チャイニーズハムスター卵巣細胞で作製したカテプシンAの脳室内への酵素補充療法が部分的に有効性を示している。

## 相互作用
カテプシンAと相互作用する。ノイラミニダーゼ1は単独では活性がなく、カテプシンAと会合することで活性化される。また、粗面小胞体内腔で生合成されるが、単独ではリソソームへあまり輸送されず、カテプシンAとの会合により輸送が促進される。